# Phlegra tillyae
Phlegra tillyae là một loài nhện trong họ Salticidae.
Loài này thuộc chi Phlegra. Phlegra tillyae được Jerzy Prószyński miêu tả năm 1998.